# Franc Rozman - Stane
Franc Rozman - Stane, slovenski španski borec, partizan, general in narodni heroj, * 27. marec 1912 (po drugih virih 1911), Spodnje Pirniče, † 7. november 1944, Lokve, Bela krajina.

## Življenje

### Otroštvo in mladost
Franc Rozman se je rodil materi Marjani, rojeni Stare, in očetu Francu Rozmanu. Med štirimi otroki je bil Franc tretji. Njegovi starejši sestri sta bili Marjeta in Terezija.
Med prvo svetovno vojno je pri treh letih izgubil očeta, železniškega delavca, ki je umrl na vzhodni fronti v Rusiji. Franc je imel revno in težko otroštvo. Njegovi sestri Marjeta in Terezija sta morali iti v sirotišnico, Franc in njegov mlajši brat Martin pa sta ostala v Pirničah. Pri petnajstih letih je postal hlapec v gostilni in se nato izučil za pekovskega pomočnika. 
Sestri sta se poročili, Francu in Martinu pa so dodelili skrbnike. Eden od njegovih skrbnikov je bil Tine Rožanc, komunist in kasnejši narodni heroj, ki je vplival na Franca, da je postal somišljenik komunizma. Že v mladosti se je navduševal za vojsko, vendar so ga pri prošnji za vpis v vojaško šolo zavrnili. Poleti 1932 je moral služiti vojaški rok. Na nabor se je javil prostovoljno, saj je želel, da bi ga sprejeli v kakšno podčastniško pilotsko šolo. Rok je odslužil v pekovski četi v Petrovaradinu. Dobil je čin kaplarja (desetnika). Po odslužitvi vojaškega roka je v Medvodah poskušal odpreti svojo pekarno in gostilno, vendar je bankrotiral. Leta 1935, ko so Italijani začeli novačiti slovenske mladeniče za drugo italijansko-abesinsko vojno, se je Franc odločil pridružiti etiopskim silam. To mu ni uspelo in se je vrnil iz Italije.

### Španska državljanska vojna
Kmalu po izbruhu španske državljanske vojne se je odločil oditi v Španijo. Bil je med prvimi jugoslovanskimi prostovoljci v Španiji, kjer se je 1. oktobra 1936 pridružil španski republikanski vojski. V Jarmi je končal podčastniško šolo, postal poročnik in poveljnik čete bataljona Dimitrov v 15. mednarodni brigadi. Nato je postal stotnik in poveljnik bataljona. Njegovi tovariši v boju so se ga spominjali kot živega, resnega in odločnega borca. Naučil se je ruščine in španščine. Nekaj časa je delal kot prevajalec sovjetskih inštruktorjev. Za časa umika v Francijo februarja 1939 je bil spet poveljnik bataljona in ga je spretno izvlekel iz obkolitve. Leta 1936 je postal član KP Španije, leta 1939 pa član KP Jugoslavije. 
Po vojni v Španiji je preživel nekaj časa v francoskih taboriščih. 

### 2. svetovna vojna
Aprila 1941 je odšel v Meissen v Nemčiji, julija istega leta pa se je prek Nemčije vrnil v domovino. V Leipzigu je delal kot pek. Najprej je prišel v Zagreb. Nekaj časa je živel pri aktivistki OF. Zgodaj decembra je obiskal svojega brata Martina, nato pa se je pridružil slovenskim partizanom. Kmalu je postal vojaški inštruktor pri Glavnem poveljstvu slovenskih partizanskih čet. Moral je postaviti na noge Štajerski partizanski bataljon (Druga grupa odredov, IV. operativna cona). Združili bi ga iz partizanskih čet (Revirske in Savinjske čete), ki so delovale na Štajerskem že jeseni 1941. 20. septembra je prišel v tabor Radomeljske in Mokriške čete v gozdu pri Sostrem pri Ljubljani. V začetku oktobra je prišel v tabor Savinjske in Revirske čete na Dobrovljah nad Braslovčami. S četama je šel preko Savinje na Grmado nad Šoštanjem, kamor je prišla tudi Pohorska četa. Tu je formiral I. Štajerski bataljon. Med 7. in 8. oktobrom je vodil I. Štajerski bataljon pri napadu na Šoštanj in kasneje 25. oktobra v bitki na Čreti. Nemci so se ga neprestano želeli znebiti in so mu postavili več zased. 28. oktobra je vodil I. Štajerski bataljon iz Griž pri Celju na Kozjansko na »brežiški pohod«, ki naj bi preprečil Nemcem izseljevanje Slovencev v Posavju. Zaradi snega in nemškega pritiska se je bataljon 7. novembra zjutraj vrnil v Griže. Tu je bataljon razdelil na več skupin za prezimovanje, sam pa odšel v Ljubljano, kjer je Glavno poveljstvo slovenskih partizanskih čet odobrilo njegovo delo in ga poslalo na Dolenjsko, da tam organizira II. Štajerski bataljon, ki naj bi okrepil partizansko vojsko na Štajerskem.
Spomladi 1942 je Franc Rozman postal poveljnik slovenske 1. štajerske partizanske brigade, ustanovljene 5. aprila 1942 na Kremenjaku na Dolenjskem in ki je štela več kot 300 borcev. Po svoji organizacijski sestavi, sposobnosti borcev in bojni moči je bila tedaj najmočnejša slovenska partizanska enota. Pozneje je bila brigada reorganizirana v Drugo grupo odredov, ki ji je poveljeval Rozman. Pozneje je bil še poveljnik 4. operativne cone. Nemški okupator je 15. junija 1943 na Tolstem vrhu na Dobroveljski planoti napadel tabor štaba 4. operativne cone. Pri tem sta padla namestnik političnega komisarja cone Dušan Kraigher - Jug in sekretarka SKOJa za Štajersko Vera Šlander, Rozman pa je bil ranjen.  
13. julija 1943 je postal poveljnik Glavnega štaba NOV in POS s činom generallajtnanta (generalpodpolkovnika), ki ga je vodil vse do svoje smrti. Na mestu poveljnika ga je nasledil Dušan Kveder - Tomaž. 

### Smrt
Franc Rozman je umrl za posledicami hude rane, ki jo je dobil med preskušanjem novega orožja – minometa, ki so jih poslali partizanom britanski zavezniki. Mina je v cevi eksplodirala in ga smrtno ranila. Še istega dne je umrl v Bolnišnici OF Kanižarica pri Črnomlju. Tu so se zdravili tudi drugi častniki, ki so se ob eksploziji hudo ranili. Da bi jih prepeljali v postojanko v Kočevski Rog, je bilo zaradi njihovega zdravstvenega stanja prenevarno. Nekaj dni po smrti so ga 11. novembra proglasili za narodnega heroja Jugoslavije. Pokopali so ga v vrtači blizu vasi Sredgora v Kočevskem Rogu, leta 1949 pa so njegove posmrtne ostanke prenesli v Grobnico narodnih herojev v Ljubljani.

## Priznanja
Komandant Stane, kakor so ga imenovali partizanski borci, velja za enega najpomembnejših likov iz časov NOB. Zelo znana partizanska pesem Komandant Stane je posvečena njemu. 
Televizija Medvode je od leta 1999 do 2005 pripravljala dokumentarno pripoved o Komandantu Stanetu in jo premierno predvajala 6. novembra 2005 v njegovem rojstnem kraju, Pirničah. Avtor filma, scenarist in režiser, je Peter Militarov.
Ob stoletnici njegovega rojstva (2011) je Banka Slovenije izdala spominski kovanec v vrednosti dveh evrov.

### Poimenovanja
Po njem je poimenovana osnovna šola v Mariboru. Po njem je bila poimenovana vojaška gimnazija – Vojaška gimnazija Franc Rozman - Stane (VG FRS) v Ljubljani, ustanovljena leta 1975, kasneje leta 1977 Splošna srednja vojaška šola Franc Rozman - Stane (SSVŠ FRS) in leta 1989 spet VG FRS.
Po njem so poimenovali tudi Vojašnico Franca Rozmana-Staneta v Ljubljani (sedaj Vojašnica Edvarda Peperka), Vojašnico Franca Rozmana - Staneta v Celju, več cest po Sloveniji, medaljo generala Franca Rozmana Staneta.